# Läroplan
En läroplan är de sammantagna kunskaper och erfarenheter som elever erbjuds genom det som organiseras inom formell utbildning utifrån offentliga styrdokument. Till läroplanen räknas det uppdrag och värdegrund, övergripande mål och riktlinjer, det ämnesinnehåll, kursplaner och timplaner som gäller för undervisningen. Den  definierar även uppdraget som åvilar de pedagogiska professionerna inom skolväsendet.  
Internationellt finns olika definitioner av vad som kan räknas till en läroplan. I akademiska studier av läroplaner inkluderas inte bara de författade dokument som ett land har tagit beslut om vad gäller utbildning och skolverksamhet utan också det styrningsprogram som de ingår i och de idésystem som de vilar på.

## Utbildningens syfte
En modern definition av läroplan inom utbildningsvetenskap och pedagogik lyfter fram att det handlar om de målsättningar och syften som finns för utbildningen och där definieras också lärandemålen för de elever och studenter som berörs av den. Utifrån en sådan förståelse av läroplanen blir en central del av att förstå hur läroplanen omsätts i pedagogisk verksamhet genom de olika val görs i planering, prioritering och genomförande av undervisning.